# Castle of Zahara de los Atunes and Palace of Jadraza
Castle of Zahara de los Atunes and Palace of Jadraza är ett slott i Spanien.   Det ligger i provinsen Provincia de Cádiz och regionen Andalusien, i den södra delen av landet, 500 km söder om huvudstaden Madrid. Castle of Zahara de los Atunes and Palace of Jadraza ligger 3 meter över havet.
Terrängen runt Castle of Zahara de los Atunes and Palace of Jadraza är varierad. Havet är nära Castle of Zahara de los Atunes and Palace of Jadraza åt sydväst.  Närmaste större samhälle är Barbate de Franco, 9,3 km nordväst om Castle of Zahara de los Atunes and Palace of Jadraza. 